# Lijst van eilandjes in de Pite-archipel
Dit is een lijst van eilandjes in de Pite-archipel. De eilandjes zijn voornamelijk gelegen in de Zweedse historische regio Norrbotten, in de gemeente Piteå.
- Baggen
- Baljan
- Bergön
- Bergskäret
- Bergvättingen
- Berkön
- Bondökallarna
- Bondökallrevet
- Bondön
- Bursfjärdgrundet
- Degerbergsgrundet
- Djupgrunden
- Döman
- Fårön (Piteå)
- Fårön (Trundön)
- Fjärdvättingen
- Fjuksören
- Fjuksörrevet
- Flottgrunden
- Fördärvet
- Furuholmen
- Görjeskäret
- Gråsjähällan
- Gråsjälen
- Gråsjälgrundet
- Grundkallen
- Grytan
- Guldsmeden
- Hällen
- Hällskäret
- Hällskärsgrundet
- Halsören
- Hamngrunden
- Hamnholmen
- Hamnviksgrundet
- Hans-Persagrundet
- Haraholmsrevet
- Huvan
- Innersten Bondökallen
- Innerstholmen-Bastaholmen
- Inre Mjoögrunden
- Inre Mörögrundet
- Jävre Sandön
- Jävreholmen
- Klacken
- Klemmeten
- Klemmetgrundet
- Klingergrundet
- Klingergrundsrevet
- Klinten
- Kluntarna
- Kluntbrotten
- Krokamargit
- Lakakallarna
- Långörarna
- Lappskatagrundet
- Lavholmen
- Lellrevet
- Lill Björn
- Lill Rönnskär
- Lillhörun
- Lill-Leskäret
- Lill-Räbben
- Lill-Renörarna
- Lillrevet
- Lill-Sandögrundet
- Lill-Sandskäret
- Lill-Svinören
- Lönngrundet
- Lövgrundet
- Malen
- Malkallen
- Medgrundet
- Medgrundsrevet
- Mellerstön
- Mitten Bondökallen
- Mjoön
- Mörgrundet
- Mosesholmen
- Näsgrundet
- Nörd-Fårön
- Nörd-Haraholmen
- Nörd-Mörön
- Norra revet
- Nötögrundet
- Nötön
- Ol-Svensakallen
- Ol-Svensastenarna
- Orrskäret
- Orrskärsgrundet
- Orrskärsrevet
- Örsgrönnan
- Patta Peken
- Peken
- Pitholmen
- Pultvikhällan
- Rävagrundet
- Renön
- Renskärsrevet
- Ringelrevet
- Sandöklubben
- Sandön
- Sandskärsgrundet
- Sandskärshörn
- Skabbgrundet
- Skottgrundet
- Sladagrunden
- Smågrunden
- Söran
- Sör-Fårön
- Sör-Haraholmen
- Spaningsören
- Stenskäret
- Stor Dödmannen
- Storfjärdsgrunden
- Storgrundet
- Storhörun
- Stor-Leskäret
- Stor-Räbben
- Stor-Renörarna
- Storrevet
- Stor-Sandskäret
- Storstenen
- Storstenrevet
- Stor-Svinören
- Tallskäret
- Timmermannen
- Trundön
- Trutgrundet (Bergön)
- Trutgrundet (Bondön)
- Tvarun
- Vargön
- Västra revet
- Vidvästern
- Vorrskärsgrundet
- Yttersten Bondökallen
- Ytterstholmen
- Yttre Degerstensgrundet
- Yttre Mjoögrunden
- Yttre Mörögrundet
- Yxvättingen